# Isis (band)
Isis was een Amerikaanse postmetalband, die werd opgericht in Boston in 1997 en werd later gevestigd in Los Angeles. In juni 2010 werd Isis ontbonden.

## Bezetting
Laatste bezetting
- Aaron Turner (zang, gitaar)
- Mike Gallagher (gi(taar)
- Jeff Caxide (basgitaar)
- Aaron Harris (drums)
- Bryant Clifford Meyer (keyboards, samples)

Voormalige leden
- Randy Larson (gitaar)
- Chris Mereshuk (keyboards, samples)
- Jay Randall (electronica)

## Geschiedenis
Isis werd in 1997 geformeerd door Aaron Turner, Jeff Caxide en Aaron Harris. Na het opnemen van de eerste ep The Mosquito Control (geproduceerd door Converge-gitarist Kurt Ballou), toerde ze met onder meer The Dillinger Escape Plan, Converge en EyeHateGod. In 1998 voegden Mike Gallagher en Jay Randall zich bij de band. Een jaar later verliet Randall Isis, na het opnemen van de tweede ep The Red Sea, die op zijn beurt werd geproduceerd door Kurt Ballou. Cliff Meyer nam zijn plaats in. Een tournee met Cave In volgde. Celestial was het eerste volledige album dat in 2000 werd uitgebracht. Voor het eerst werkte de band samen met Matt Bayles, die ook werkte voor The Blood Brothers, Pearl Jam en Mastodon. Bayles produceerde ook de opvolgende Isis-albums. Celestial wekte ook de interesse van Mike Patton, die vervolgens Isis contracteerde voor zijn label Ipecac Recordings.
In 2002 bracht Isis zijn tweede album Oceanic opnieuw uit bij het label van Mike Patton, wiens filosofie het is om onconventionele artiesten van verschillende genres een platform te bieden zonder in te grijpen in hun werk. Sinds Oceanic was Isis ten minste ook bekend bij een grotere basis in Europa. Hier toerde ze verschillende keren, vooral in 2003 als onderdeel van de Oceanic-publicatie, waar ze shows speelde met o.a. Aereogramme, Dälek en Jesu. In 2005 was ze ook te zien op het Roskilde Festival. In oktober 2004 bracht Isis het album Panopticon uit, dat werd gevolgd door maanden toeren en promotie. Ze bracht de band Jesu, die vrienden was tijdens gezamenlijke tournees, naar Duitsland en leerde op dezelfde manier het pakket van de Duitse band Bohren & the Club of Gore waarderen. Josh Graham maakte een video voor het nummer In Fiction, dat volgens Aaron Turner echter nooit op de commerciële televisie werd uitgezonden.
In 2006 werd Isis geboekt door Tool als ondersteuning voor hun grote 10.000 Days-tournee en was dus bekend bij een nog groter publiek. Op 26 september 2006 bracht Isis haar dvd Clearing the Eye uit, die verschillende live-opnamen bevat van 1999 tot 2005 en een maand later, op 31 oktober 2006, haar album In The Absence Of Truth. Het album en de dvd verschenen ook opnieuw bij respectievelijk Ipecac en Southern. De volgende grote tournee door Europa volgde in 2007, waar de band ook te zien was op het Southside and Hurricane Festival. In 2008 toerde de band in april opnieuw door Europa en speelde op verschillende festivals. Naast zijn muzikale werk is zanger Aaron Turner de oprichter en eigenaar van het label Hydra Head Records en is hij verantwoordelijk voor het lyrische en visuele concept achter de Isis publicaties. Hij heeft ook veel artwork ontworpen voor bevriende bands zoals Pelican of Converge. Hij was ook betrokken bij verschillende nevenprojecten, zoals Old Man Gloom, Lotus Eaters, Mamiffer en House of Low Culture. Daarnaast is Bryant Clifford Meyer een van de oprichters van de postrockbekendheid Red Sparowes en de band Windmills by the Ocean.
Op 18 mei 2010 kondigden Isis-leden aan dat ze uit elkaar zouden gaan na hun laatste concert tijdens hun laatste tournee op 23 juni 2010. Ze zouden alles hebben gedaan wat ze wilden doen en alles zeggen wat ze wilden zeggen. Tot die tijd zouden de opnamen van een reeds aangekondigde ep voltooid moeten zijn. Uiteindelijk werd in november 2012 de boxset Temporal  met specials op dubbel-cd en dvd uitgebracht. In de zomer van 2018 kondigden de muzikanten een gezamenlijk optreden aan onder de naam Celestial voor een liefdadigheidsfestival gewijd aan Caleb Scofield, met Old Man Gloom en Pelican in oktober van hetzelfde jaar in Los Angeles.

## Stijl
Isis wordt vaak in één adem genoemd met bands als Neurosis en Pelican, vanwege hun mix van stijlen. Hun nummers zijn zelden korter dan zes minuten en bevatten voornamelijk elementen uit doommetal, postrock, noise rock, hardcore punk en ambient. Daarom wordt de band ingedeeld in het genre van postmetal, waarin het een voortrekkersrol speelt. Aan het begin van haar carrière speelde ze een mix van brute hardcore en doommetal-obligaties en werd ze beschouwd als een van de vele kopieën van Neurosis. In de loop van haar ontwikkeling ging ze echter verder dan het sludgemetal-genre dat haar eigen is, vanaf Oceanic begon de band haar muziek uit te breiden met dynamisch samenspel uit het postrockgebied (bijvoorbeeld Mogwai) om het een beetje melodischer te maken en de songs meer ruimte te geven om zich te ontwikkelen door een langere structuur. Het volgende album Panopticon spande de rode draad door deze ontwikkeling. Bovendien begon Turner meer te zingen in plaats van te grunten, zoals voorheen. De nummers vertonen nu ook meer contrast, met meer nadruk op het verschil tussen kalm en luid. Het album In the Absence of Truth wordt merkbaar beïnvloed door Isis' Amerikaanse tournee als hulpmiddelondersteuning in 2006. Het is technischer en complexer dan het eerder uitgebrachte materiaal. Het album markeert ook een afwijking van het postmetalgenre en opent de stijl van de band voor progressieve alternatieve metal.

## Discografie

### Albums
- 2000: Celestial
- 2002: Oceanic
- 2004: Oceanic Remixes / Reinterpretations
- 2004: Panopticon
- 2006: In the Absence of Truth
- 2009: Wavering Radiant
- 2012: Temporal (boxset met dubbel-cd en dvd)

### Live
- 2004: Live.01
- 2004: Live.02
- 2005: Live.03
- 2006: Live.04
- 2009: Live V
- 2012: Live VI
- 2017: Live VII

### Ep's
- 1998: The Mosquito Control
- 1999: Sawblade
- 1999: The Red Sea
- 2001: Sgnl>05
- 2006: In the Fishtank (samen met Aereogramme)
- 2008: Holy Tears
- 2008: Not in Rivers, But in Drops
- 2010: Isis/Melvins Split (alleen als lp)

### Compilaties
- 2008: Shades of the Swarm (vinyl boxset, bevat alle albums en ep's van 1998 tot 2006)

### Videoalbums
- 2006: Clearing the Eye (dvd)

### Singles
- 2008: Holy Tears
- 2008: Not in Rivers, But in Drops

### Muziekvideo's
- In Fiction
- Holy Tears
- Not in Rivers, But in Drops
- 20 Minutes / 40 Years